# Championnat du Luxembourg de football de troisième division
Le Championnat du Luxembourg de football de D3 est une compétition annuelle de football disputée entre clubs luxembourgeois et placée sous l'égide de la fédération du Luxembourg de football.
Cette compétition est actuellement connue sous le nom de 1.Division.

## Histoire
La 1.Division existe depuis 1996 et c'est la D3 luxembourgeoise. Les équipes sont réparties en deux groupes de 16 clubs chacun appelés Série 1 et Série 2. Les premières équipes de chaque groupe sont directement promues en Promotion d'Honneur. Les deuxièmes de chaque groupe disputent des barrages contre les équipes classées 13e et 14e de la Promotion d'Honneur pour une éventuelle promotion. Tandis que les trois équipes les moins bien classées de chaque groupe (soit six équipes au total) sont reléguées en 2.Division.

## Palmarès
- 1.Division 1996-1997 : Série 1: Swift Hesperange, Série 2: FC Tricolore Gasperich
- 1.Division 1997-1998 : Série 1: FC Koeppchen, Série 2: UN Käerjeng
- 1.Division 1999-2000 : Série 1: Victoria Rosport, Série 2: FC Mamer 32
- 1.Division 2000-2001 : Série 1: Daring Echternach, Série 2: AS Differdange
- 1.Division 2001-2002 : Série 1: FC Koeppchen, Série 2: National Schifflange
- 1.Division 2002-2003 : Série 1: FC Minerva Lintgen, Série 2: Fola Esch
- 1.Division 2003-2004 : Série 1: Union Mertert Wasserbillig, Série 2: Daring Echternach
- 1.Division 2004-2005 : Série 1: FC Minerva Lintgen, Série 2: FC Mamer 32
- 1.Division 2005-2006 : Série 1: Sporting Club Steinfort, Série 2: US Hostert
- 1.Division 2006-2007 : Série 1: FC Atert Bissen, Série 2: FC Minerva Lintgen
- 1.Division 2007-2008 : Série 1: FC Flaxweiler-Beyren, Série 2: FC Koeppchen
- 1.Division 2008-2009 : Série 1: Young Boys Diekirch, Série 2: CS Obercorn
- 1.Division 2009-2010 : Série 1: FC Green Boys 77, Série 2: US Mondorf
- 1.Division 2010-2011 : Série 1: FF Norden 02, Série 2: UNA Strassen
- 1.Division 2011-2012 : Série 1: FC Alliance Aischdall, Série 2: US Sandweiler
- 1.Division 2012-2013 : Série 1: FC Marisca Mersch, Série 2: FC Jeunesse Junglinster
- 1.Division 2013-2014 : Série 1: FC Mamer 32, Série 2: FC Mondercange
- 1.Division 2014-2015 : Série 1: FF Norden 02, URB
- 1.Division 2015-2016 : Série 1: FC Atert Bissen, Série 2: US Esch
- 1.Division 2016-2017 : Série 1: FC 72 Erpeldange, Série 2: FC Blue Boys Muhlenbach
- 1.Division 2017-2018 : Série 1: FC Atert Bissen, Série 2: Jeunesse Junglinster
- 1.Division 2018-2019 : Série 1: FC Alisontia Steinsel, Série 2: FC Mondercange
- 1.Division 2019-2020 : Série 1: FC Marisca Mersch, Série 2: SC Bettembourg
- 1.Division 2020-2021 : Série 1: FC Lorentzweiler, Série 2: Blo Weiss Itzig
- 1.Division 2021-2022 : Série 1: FC Jeunesse Schieren, FC Jeunesse Useldange
- 1.Division 2022-2023 : Série 1: FC Lorentzweiler, Série 2: US Sandweiler
- 1.Division 2023-2024 : Série 1: FC Atert Bissen, Série 2: US Sandweiler
- 1.Division 2024-2025 : En cours.

## Records
- Clubs les plus titrés : FC Minerva Lintgen et FC Koeppchen (3)